# Бес (египетская мифология)
Бес (Бэс, Бесу, Беза) — в древнеегипетской мифологии собирательное название различных карликовых божеств, считавшихся хранителями домашнего очага, защитниками от злых духов и бедствий, покровитель семьи. Охранитель детей, особенно при рождении и от опасных животных. Покровитель будущих матерей. 

## Образ
Бес изображался в виде уродливого карлика с бородкой, длинным высунутым языком, иронической усмешкой и короткими толстыми ногами. Нередко встречается на предметах домашнего обихода, в частности на кроватях — как украшение и амулет. Беса изображают как карлика с арфой или флейтой в руках, он спутник богини матери, когда она разъярена, потому что Бес способен ее умиротворять.   

## Происхождение и родство
Бес — не отдельное божество, а собирательное название различных, отличающихся друг от друга карликовых божеств, которые начиная с эпохи Нового царства смешиваются, сливаются друг с другом. Бес, изображенный с ножом, большей частью назывался «Аха» («боец против опасности и зла»), Бес танцующий — Хит, или Хати. Карликовые боги нередко изображались вместе с богиней Хатхор. Окончательное формирование культа Беса связано с отождествлением десяти второстепенных божеств (нубийского Беса, Аха, Амама, Хайета, Ихти, Мефджета, Менева, Сегеба, Сопду и Тететену) в едином божестве, которое известно под именем Беса.
Имена «Бес» и «Баст» обычно связывают с нубийским словом «беса», означающим «кот». Это обстоятельство позволяет предположить, что первоначально культ этого бога был связан с почитанием кота, который считался защитником дома от мышей, крыс и змей (отсюда и роль Беса в качестве покровителя домашнего очага).
Очень редко встречаются изображения Беса с головой и хвостом льва, что некоторые египтологи считают  доказательством того, что первоначально Бес ассоциировался со львом.
М. А. Коростовцев связывает Беса с богом Пта, с которым имели «родство», и считались его «детьми», карликообразные божества, называемые в науке «патэками». Патэки, как и Бес, имели защитные функции — охраняли от опасных животных. Защитная функция была характерна и для греческих кабиров финикийского происхождения, считавшихся в Греции великими богами. Согласно М. А. Коростовцеву, Бес схож с западноевропейскими гномами — безобразными карликовыми существами, доброжелательными к людям. Коростовцев предполагал, что бесы, патэки, кабиры, гномы относятся к одному кругу представлений, бытовавших на той ступени умственного и духовного развития человечества, когда люди населяли землю несметным количеством божков или духов.

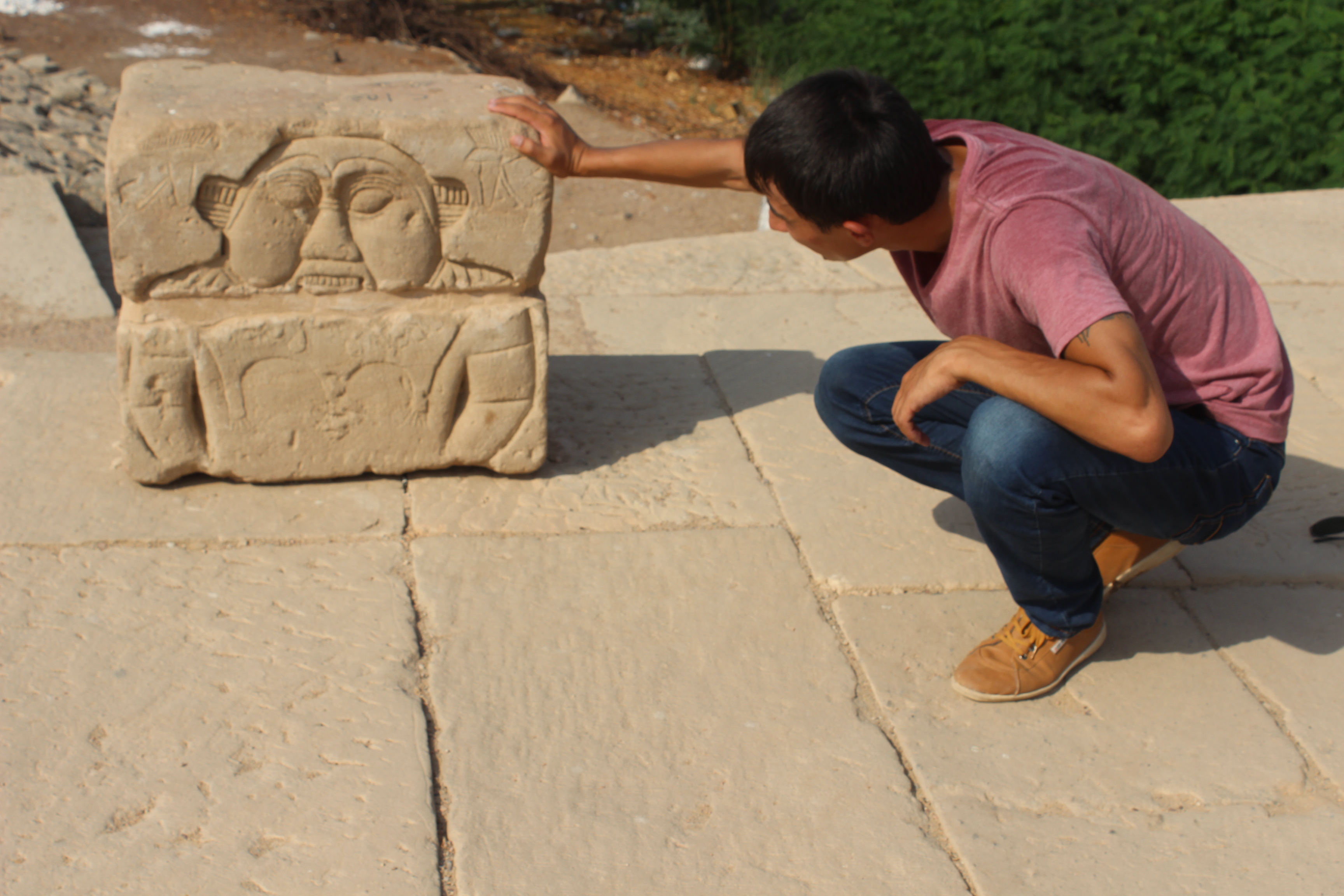
Карлик Бес. Остров Филе, Асуан.
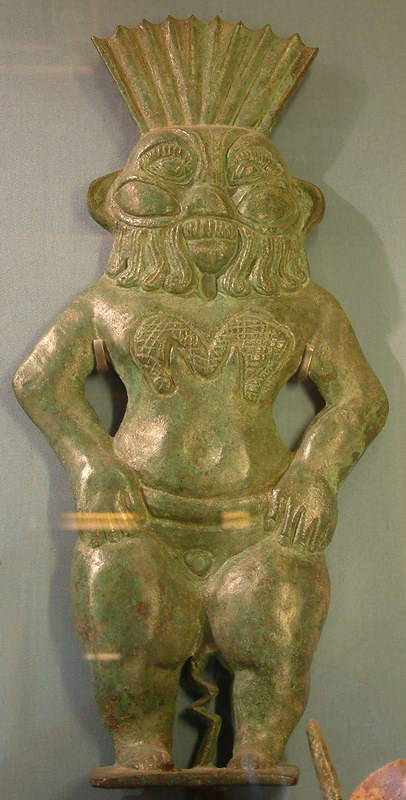
Египетская статуэтка Беса в музее Лувра
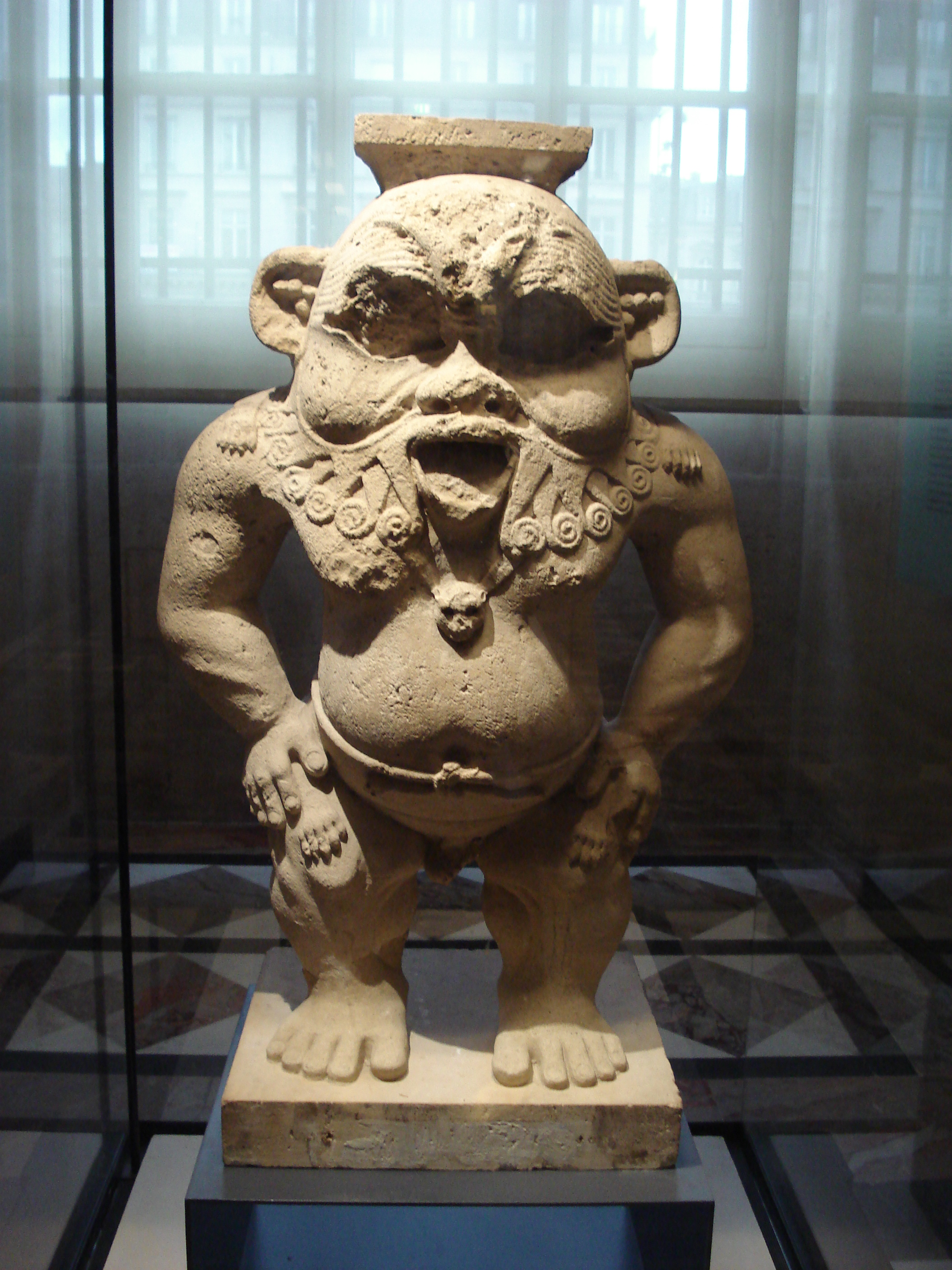
Статуя Беса из Саккары выставлена в Лувре
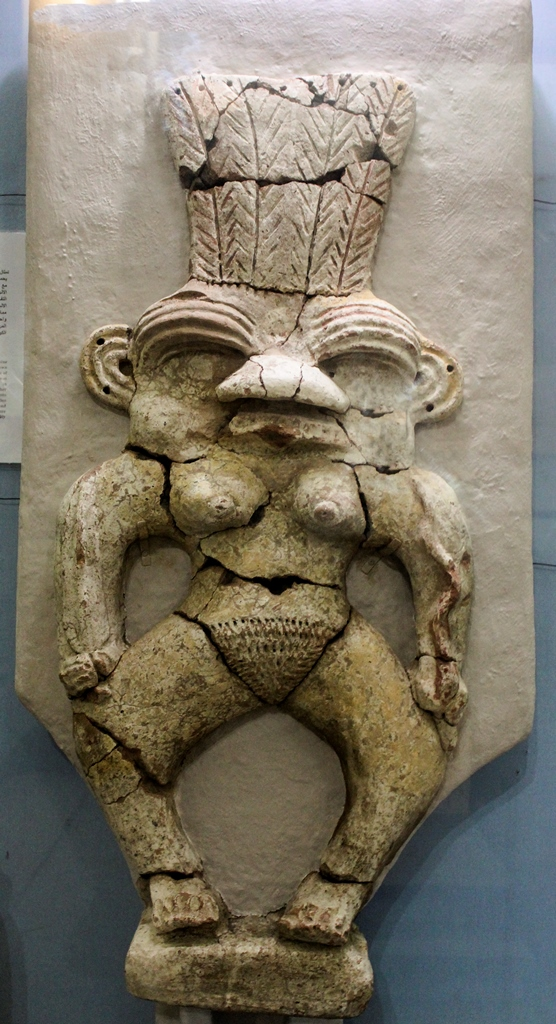
Женская ипостась Беса. Национальный музей Судана
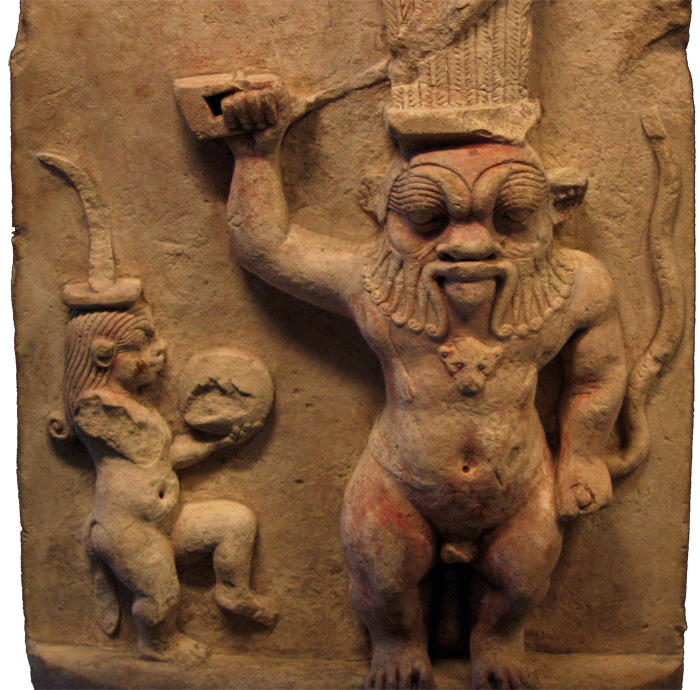
Женский и мужской образы Беса. Лувр
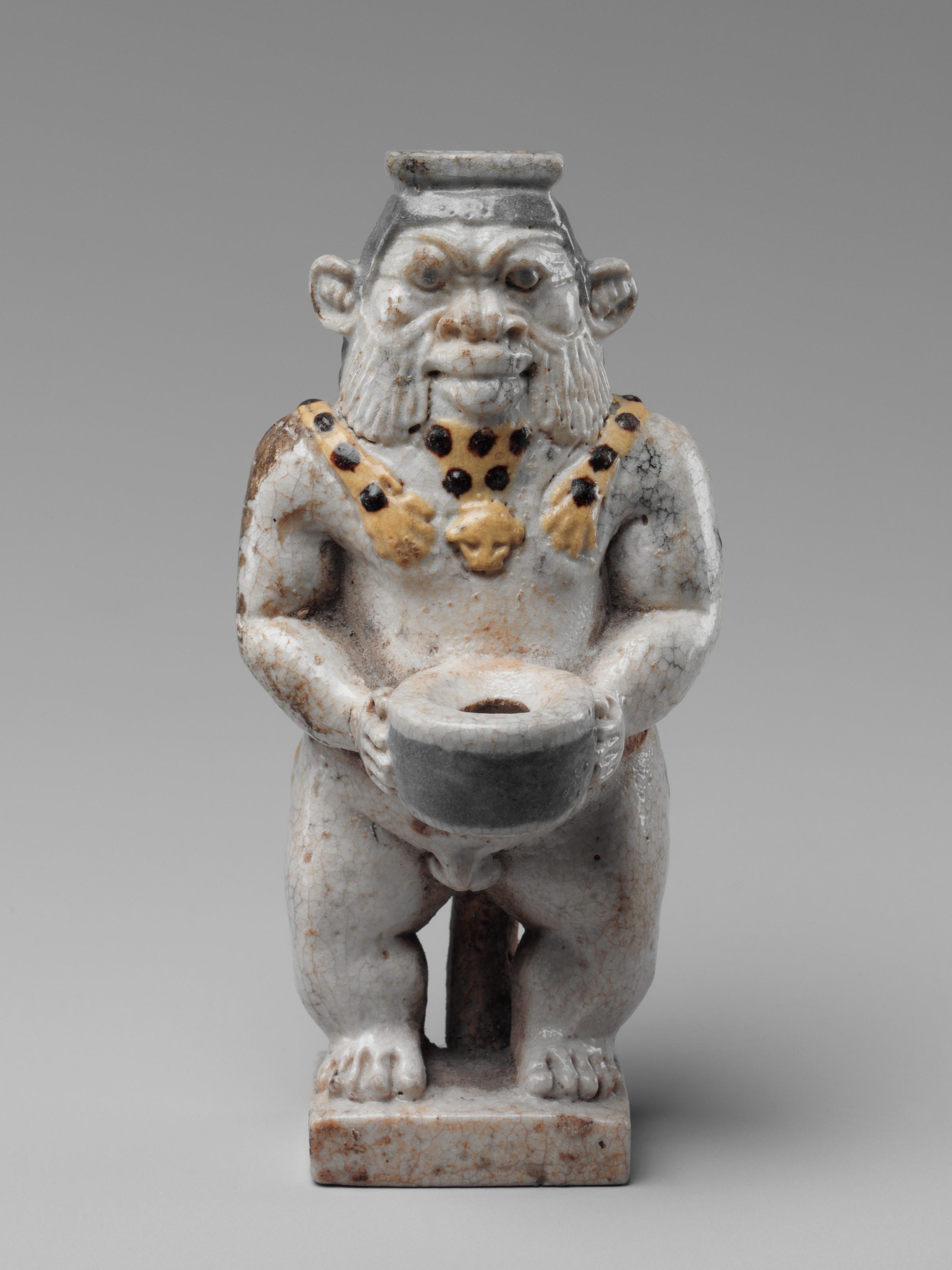
Баночка для коля в виде Беса (ок. 525–404 годы до н.э.). Метрополитен-музей

## Распространение

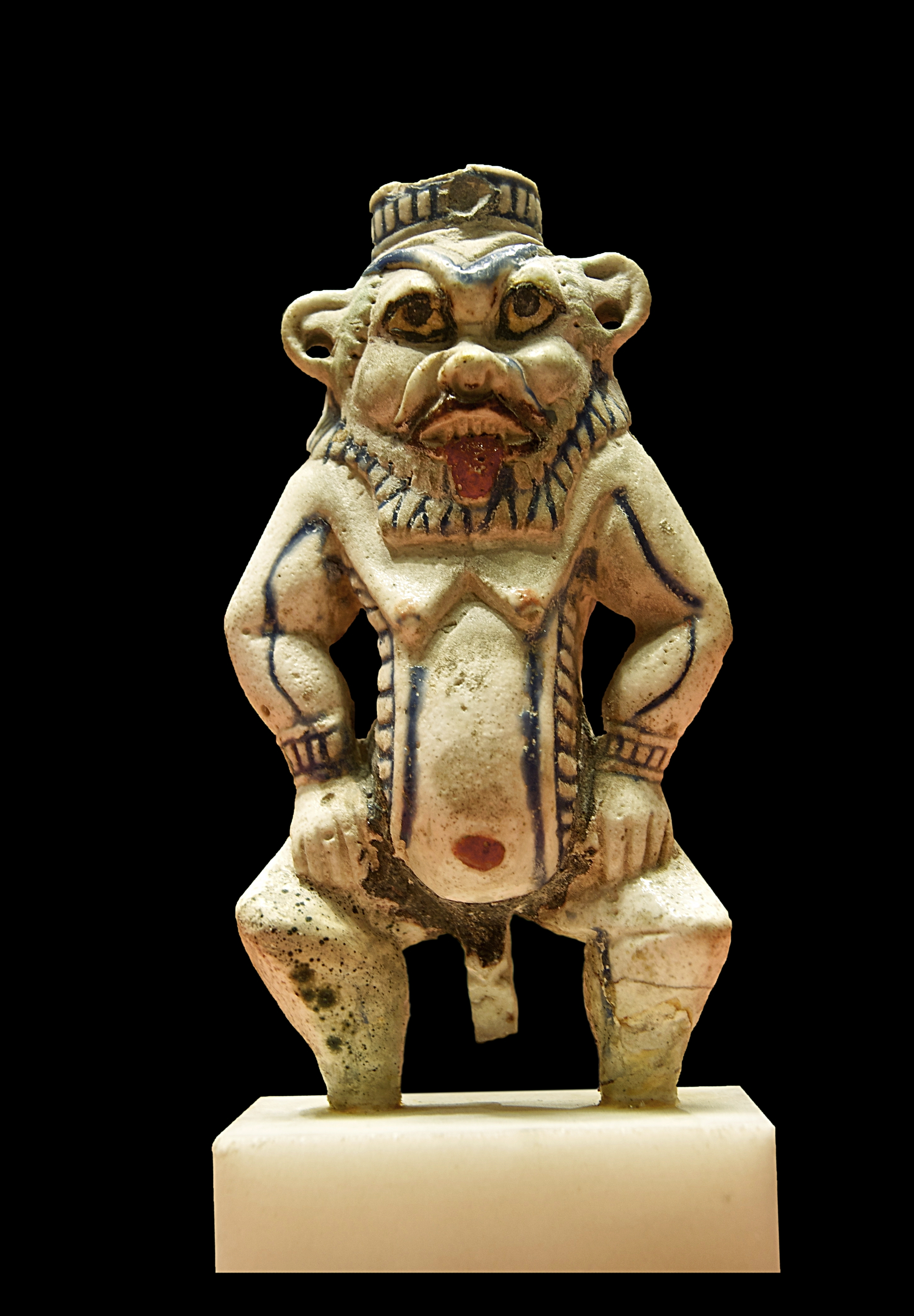
Баночка для краски коля в форме бога Беса. Лувр

Сохранилось огромное количество имевших защитный характер амулетов в виде Беса. Их находят при археологических раскопках далеко за пределами Египта, в частности в Передней Азии, на побережье Средиземного и Эгейского морей, в Северном Причерноморье, на Урале, в Сибири, в Средней Азии вплоть до Алтая.
Бес не имел никаких храмов или святилищ, хотя была молельня в Абидосе и идол в храме бога Пта в Мемфисе, а почитался в домах египтян, почитавших его изображения и приносивших ему жертвы.
У современных исследователей есть сведения только о почитании Беса в позднейшие эпохи египетской истории — периоды Нового и Позднего царств, однако первые упоминания о Бесе можно обнаружить в источниках Среднего царства. Вероятнее всего, образ уродливого бога-карлика был заимствован египтянами из Нубии или же сложился в конце Древнего царства под впечатлением от находившихся при дворе фараонов VI династии карликов-пигмеев из тропических лесов Центральной Африки.
Впоследствии культ Беса был воспринят финикийцами и киприотами.
Персидский царь Камбис, покоривший Египет в 525 г. до н. э., посетив в Мемфисе храм бога Пта, издевался над идолом Беса, походившим на финикийских кабиров, имевших вид карликов.
В период, когда Египет был римской провинцией, есть сведения что культ бога Беса (лат. Beza) был популярен в IV веке н. э. в городе Абиде (Абидос). У этого бога был свой оракул, которому посылались вопросительные записки относительно будущего и других тревожащих людей тем.

## Бес в литературе
В романе Брэма Стокера «Логово белого червя» Эдгар Касуолл находит статуэтку Беса и отправляет её к своему воздушному змею-коршуну.
В романе Томаса Манна «Иосиф и его братья» — земное воплощение Беса — добрый карлик с тем же именем — покровитель Иосифа в доме Петепра.